# Arthropteris cameroonensis
Arthropteris cameroonensis är en spjutbräkenväxtart som beskrevs av Arthur Hugh Garfit Alston. Arthropteris cameroonensis ingår i släktet Arthropteris och familjen Nephrolepidaceae. Inga underarter finns listade.